# Москва в нотах (фільм)
«Москва́ в но́тах» — телефільм-концерт режисерів Гайнца Лізендаля й Ігоря Гостєва, в якому розповідається про Москву, побачену очима іноземців.

## Сюжет
Фільм розповідає про Москву. Місто показано таким, яким його бачать іноземці. Картина складається з декількох музичних номерів, кожен з яких демонструє одну з визначних пам'яток міста або просто одну з речей, якими пишаються росіяни: Московський метрополітен, державний університет, спорткомплекс Лужники, знаменитий російський балет, класичні пісні й танці та, звичайно, традиційні російські матрьошки.

## У ролях
- Муслім Магомаєв
- Катерина Максимова
- Володимир Васильєв
- Катерина Шавріна
- Едіта П'єха
- Нані Брегвадзе
- Марія Пахоменко
- Людмила Гурченко
- Ірина Родніна

## Знімальна група
- Режисери: Гайнц Лізендаль і Ігор Гостєв
- Сценаристи: Дмитро Іванов, Володимир Трифонов, Гайнц Лізендаль
- Оператор: Ернст Вільд
- Композитор: Вадим Людвіковський